# Achyrolimonia millotiana
Achyrolimonia millotiana är en tvåvingeart som först beskrevs av Alexander 1959.  Achyrolimonia millotiana ingår i släktet Achyrolimonia och familjen småharkrankar.
Artens utbredningsområde är Komorerna. Inga underarter finns listade i Catalogue of Life.